# Eucoptacra bidens
Eucoptacra bidens är en insektsart som beskrevs av Boris Petrovich Uvarov 1953. Eucoptacra bidens ingår i släktet Eucoptacra och familjen gräshoppor. Inga underarter finns listade i Catalogue of Life.